# Лотц, Петер
Петер Лотц известный как Петрус Лотихий Секундус (лат. Petrus Lotichius Secundus; 2 ноября 1528, Шлюхтерн, ландграфство Гессен — 7 ноября 1560, Гейдельберг) — немецкий учёный, гуманист и новолатинский поэт. Доктор медицины.

## Биография
В 1535—1537 годах учился в монастырской школе в Шлюхтерне, основанной его дядей-аббатом. Франкфуртский гуманист Якоб Мицилл повлиял на его интерес к латинской поэзии. В 1544 году поступил в университет Марбурга, но вскоре переехал в Лейпциг, чтобы учиться в университете у Иоахима Камерария, а оттуда в Виттенберг, чтобы продолжить учёбу под руководством Филиппа Меланхтона.
Зимой 1546—1547 года был участником Шмалькальденской войны на стороне протестантов.
В 1548 году получил степень магистра гуманитарных наук в университете Виттенберга.
В 1550—1551 годах сопровождал в поездке в Париж племянника Вюрцбургского каноника. К концу 1551 года начал изучение медицины и ботаники в Монпелье, которое продолжил в конце 1554 года в университет Падуи, в 1556 году получил докторскую степень в Болонском университете.
Курфюрст Пфальца Отто Генрих в 1557 году назначил его профессором медицины и ботаники Гейдельбергского университета, где Лотц вскоре привлёк к себе круг молодых поэтов.
С 1556 года страдал от лихорадки, умер 7 ноября 1560 года (возможно, в результате отравления, полученного во время пребывания в Болонье).

## Творчество
Элегии, стихи и панегирики Лотихия были впервые опубликованы в 1551 году. Полное собрание сочинений с поэтическим предисловием учёного-поэта Иоахима Камерария появилось в 1561 году. Стихи, написанные на латыни показывают его чувства; любовная лирика имеет автобиографическую направленность и показывает чувствительность XVI века.
Считается одним из самых видных немецких поэтов своего времени. Оставил после себя обширное собрание стихов, созданных на классических образцах латинской поэзии.

## Избранные сочинения
- Elegiarum liber; Carminum libellus. Paris, 1551
- Elegiarum liber secundus; Venator. Lyon, 1553
- Carminum libellus. Bologna, 1556
- Poemata. Leipzig, 1563
- Opera omnia. Leipzig, 1586
- Poemata omnia, ed. Pieter Burmann der Jüngere. Amsterdam, Schouten, 1754.